# Alan Pascoe
Alan Pascoe, född den 11 oktober 1947 i Portsmouth, Storbritannien, är en brittisk friidrottare inom kortdistanslöpning.
Han tog OS-silver på 4 x 400 meter vid friidrottstävlingarna 1972 i München, samt blev Europamästare på damma distans 1974. 